# SAGA GIS
SAGA GIS（地球科学分析自動化システム）は、空間データを編集するための、フリーでオープンソースの地理情報システム(GIS)である。もともとは、ドイツ、ゲッティンゲン大学、自然地理学科の小さなチームによって開発され、現在は国際的な開発者コミュニティによって拡張・維持されている。
SAGA GISは、地球科学研究者に地球科学の解析手法を効果的かつ簡単なプラットフォームを提供することを目的としたGISソフトウェアである。これは、APIによって達成される。SAGAは追加可能なモジュールライブラリにバンドルされた、発展中の地球科学的な手法のライブラリ群を持つ。

## 標準モジュール
標準モジュールは以下のとおりである。
- ファイルアクセス：SAGA、GISのネイティブSGRD形式に加えて、シェープファイル、Esriのグリッド（ASCIIおよびバイナリ）、およびGDALライブラリでサポートされている多数のグリッドファイル形式を含む様々なテーブル、ベクトル、イメージとグリッドファイル形式へのインタフェース。
- ガウシアン、ラプラシアン、多方向リーフィルター：グリッドのためのフィルタ。
- グリッディング：三角測量、ニアレストネイバー、逆距離を用いたベクトルデータから補間。
- 地球統計学：残差分析、通常クリギングおよび普遍クリギング、単変量および多変量の回帰分析、分散分析。
- グリッド計算機：ユーザー定義関数によってグリッドを結合。
- グリッド離散化：スケルトン化、細分化。
- グリッドツール：マージ、リサンプリング、ギャップフィリング。
- 画像分類：クラスター分析、ボックス分類、最尤法、パターン認識、領域拡張。
- 投影：ベクトル、グリッドデータのための様々な座標変換（Proj4とGeoTransライブラリを使用）、グリッドのジオリファレンス。
- 動的プロセスのシミュレーション：TOPMODEL、窒素分布、浸食、景観の形成。
- 地形分析：地理的形状の計算、例えば、傾き、方位、曲率、曲率の分類、分析的な陰影起伏、シンクの除去、フローパス解析、流域の描画、日照、水路の線、相対高度など。
- ベクトルツール：ポリゴン インターセクション（交差）、グリッドからの等高線。

## 利用環境
- 約10メガバイトのディスクスペースを必要とし、インストールをしなくても動く。
- ユーザーフレンドリーなGUIを持つが、コマンドラインでも実行可能。
- Windows、Linux、およびFreeBSDでも使用可能。
- より効果的なベクターデータの利用編集のために、他のGISソフトウェアと一緒に使用することができ、QGISではプラグインの解析機能として使用することができる。
- SAGAのGISモジュールは、統計データ解析ソフトウェアRから実行することができ、統計的解析とGISとを統合することが可能になる。
- SAGA GISではラスター（raster，画像，イメージ）をGrids、ベクトル（vector，点--線--ポリゴン）をShapesと表現している。GridsはSGRD形式、ShapesはESRI社が定義したShapeファイルのフォーマットであるが、データベースファイルは列名の制限緩和などの使い勝手を優先し、DBaseVに完全に準拠していない。